# Байкинська сільська рада
Байки́нська сільська рада (рос. Байкинский сельский совет) — муніципальне утворення у складі Караідельського району Башкортостану, Росія. Адміністративний центр — село Байкі.

## Населення
Населення — 1464 особи (2019, 1521 в 2010, 1619 в 2002).

## Склад
До складу поселення входять такі населені пункти:
| Населений пункт         | Населення, осіб (2002) | Населення, осіб (2010) |
| ----------------------- | ---------------------- | ---------------------- |
| Байкі, село             | 1132                   | 1095                   |
| Бердяш, село            | 204                    | 154                    |
| Новоянсаїтово, присілок | 283                    | 272                    |